# Möckern (Thüringen)
Möckern ist eine Gemeinde im Saale-Holzland-Kreis. Erfüllende Gemeinde ist die Stadt Stadtroda.

## Geografie
Die Ortschaft liegt etwa zwei Kilometer östlich des Stadtkerns von Stadtroda. Angrenzende Gemeinden sind im Uhrzeigersinn Mörsdorf im Osten, Lippersdorf-Erdmannsdorf im Süden, Tissa im Westen sowie Quirla im Norden. Die durch den Ort führende Dorfstraße verbindet Möckern mit Quirla sowie mit Ulrichswalde im Südwesten. Die Siedlungsform entspricht der eines Haufendorfs. In der Mitte des Ortes steht die Kirche (Lage→) mit dem ovalen, mit einer Mauer umgebenen Friedhof.

## Geschichte
Im Jahre 1281 erfolgte die urkundliche Ersterwähnung des Ortes Möckern. Grundherren waren u. a. die von Obernitz.

## Sehenswürdigkeiten

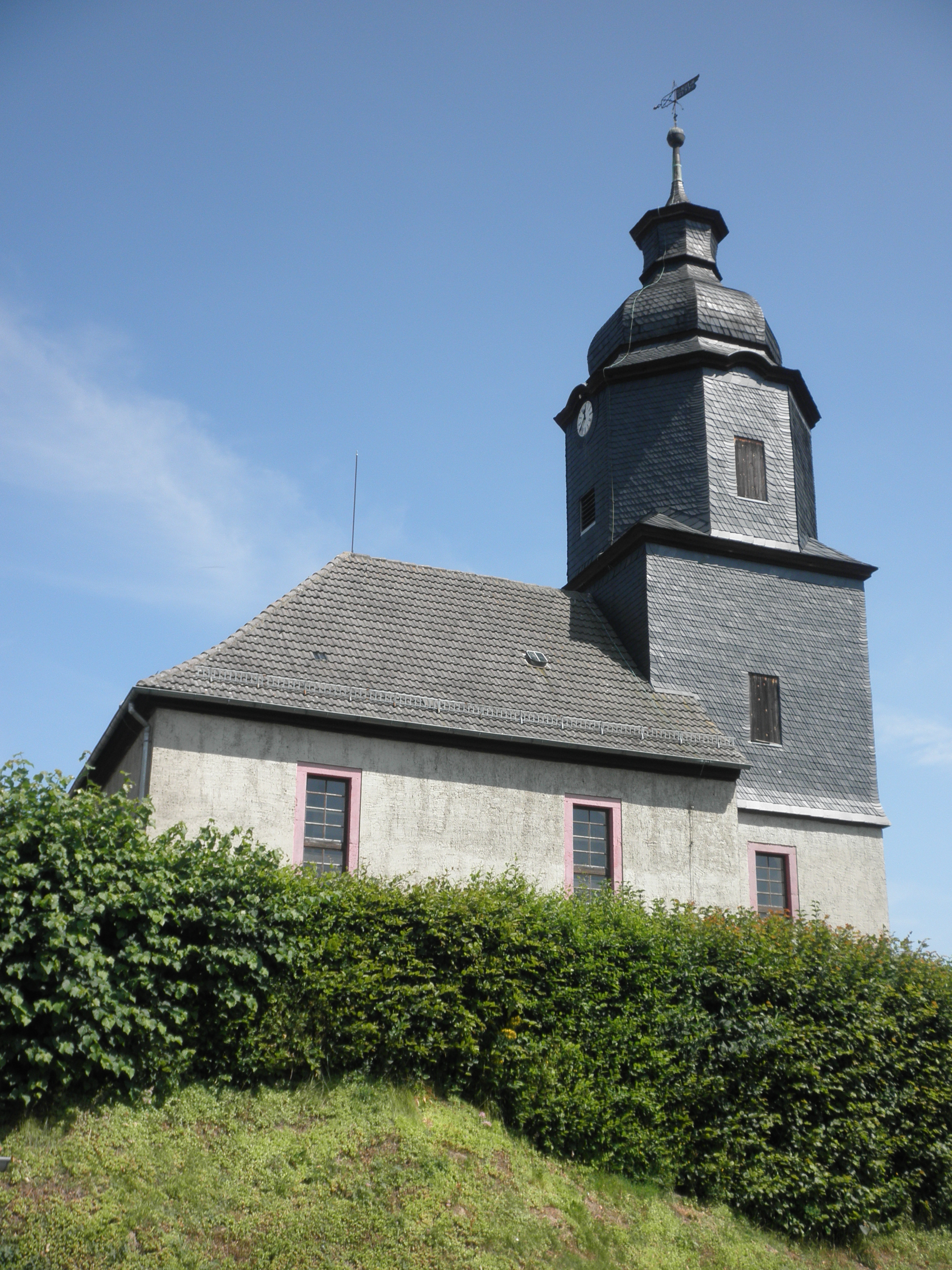
Kirche in Möckern

- Dorfkirche Möckern